# Jan Sergiusz Gajek
Jan Sergiusz Gajek M.I.C. (biélorusse : сяргейгаек, Siarhiej Hajek), est l'administrateur apostolique des grecs-catholiques sur le territoire du Belarus depuis 2023.

## Biographie
Né Jan Gajek, le 8 février 1949, dans une famille catholique de Łyszkowice en Pologne, il est diplômé d'une école locale et d'un collège.
En août 1967, il rejoint la congrégation des Marianistes polonais. Entre 1967 et 1974 il étudie à l'université catholique de Lublin. À la fin des années 1960, Jan Sergiusz Gajek s'est engagé dans des activités du clergé biélorusse exilé. Il a eu des contacts avec le centre culturel et religieux biélorusse de Londres, notamment avec l'évêque Ceslaus Sipovich et le père Robert Tamushanski. Le 23 juin 1974 il est ordonné prêtre et sert pendant plusieurs années dans une paroisse de Głuchołazy.
Les deux années suivantes, Gajek étudie à la faculté de théologie de l'université catholique Jean-Paul II de Lublin.

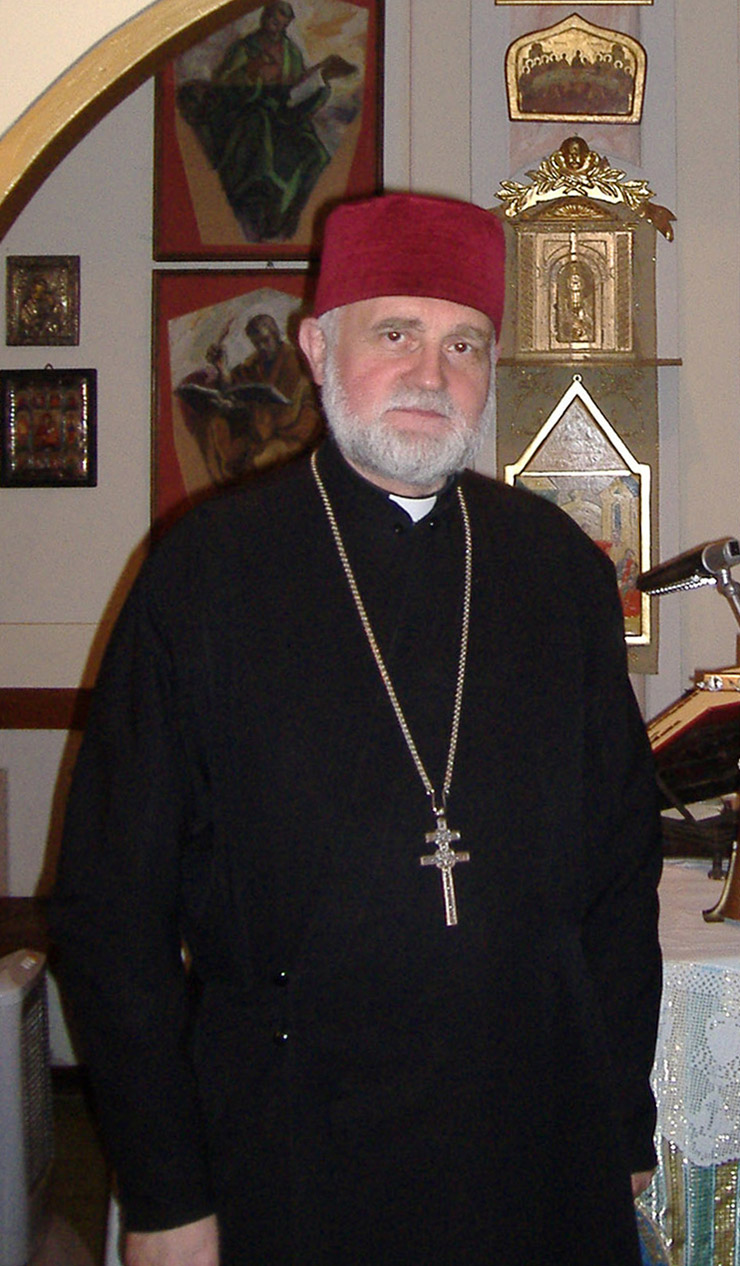
Jan Sergiusz Gajek en 2008.

De 1978 à 1983, il étudie à l'Institut pontifical oriental de Rome.
En novembre 1983, il retourne en Pologne pour devenir médecin. Puis, de 1983 à 1999, il enseigne à l'université catholique Jean-Paul II de Lublin.

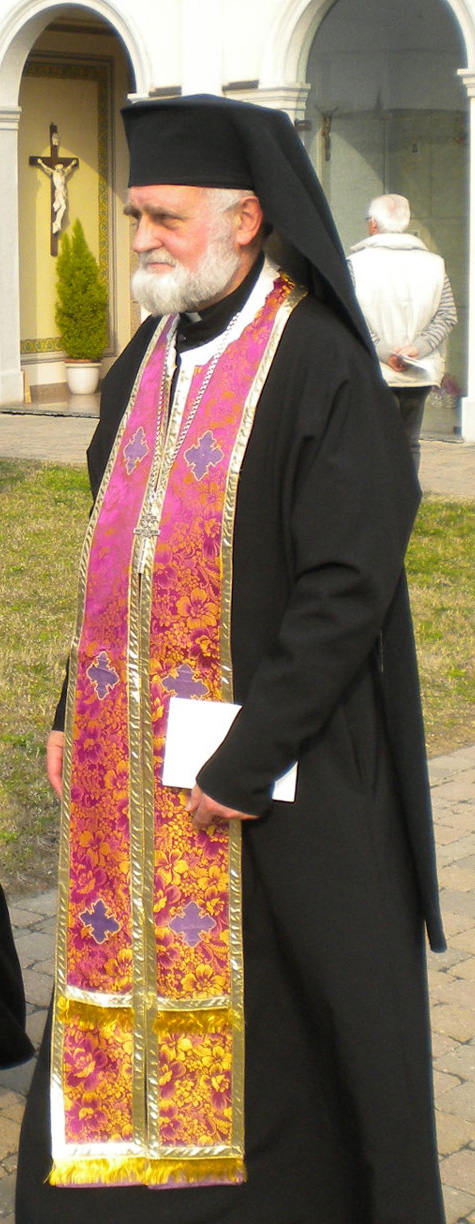
Jan Sergiusz Gajek en 2012.

En 1994, le pape Jean-Paul II nomme Jan Sergiusz Gajek visiteur apostolique de l'église grecque-catholique au Belarus. En 1996, Gajek devient archimandrite et membre correspondant de l'Académie pontificale mariale internationale. En 1997, il devient conseiller de la Congrégation pour les églises orientales.
Par ailleurs, Jan Sergiusz Gajek est l'auteur de nombreuses publications scientifiques sur le christianisme slavon.
Le 30 mars 2023, le pape François a érigé l'administration apostolique de la Biélorussie pour les fidèles de rite byzantin et l'a nommé premier administrateur.